# Blessing Okagbare
Blessing Okagbare-Ighoteguonor (Sapele, 9 de octubre de 1988) es una atleta nigeriana de carreras de velocidad y salto de longitud. En su carrera deportiva ostenta una medalla de bronce en los Juegos Olímpicos, y dos medallas de oro en los Juegos de la Mancomunidad. En febrero de 2022, fue suspendida por 10 años por dopaje.

## Trayectoria
Nacida en la comunidad de Sapele, en el estado del Delta, Blessing empezó a llamar la atención en los años escolares debido a su porte físico. De hecho, ella inició jugando al fútbol, pero posteriormente practicó el atletismo. Ya en el 2004 empezaba a ganar medallas en torneos de categoría júnior en las pruebas de salto, pero fue la medalla de bronce del festival nacional de deportes en Abuya, en el triple salto, la que le dio la oportunidad de darse a conocer y así participar en el campeonato mundial júnior del 2006.
En el 2007 tomó parte de las pruebas de triple salto y salto de longitud en la reunión de clasificación de su país para los Juegos Panafricanos. En este evento continental se inscribió en ambas pruebas: en el salto de longitud se adjudicó la medalla de plata, mientras que en el triple salto quedó en la cuarta posición. Tras esta experiencia aprovechó la oportunidad para obtener una beca en la Universidad de Texas en El Paso, Estados Unidos, para estudiar Negocios y mejorar sus aptitudes atléticas, lo que significó un paso trascendental en su vida.
Para la temporada del 2008 logró colarse en la delegación de Nigeria para los Juegos Olímpicos de Pekín. En este evento participó en la prueba del salto de longitud pero no pudo pasar de la primera ronda; sin embargo, llegó a la final al tomar la plaza de Lyudmyla Blonska quien había sido descalificada por dopaje. Como un «grandioso milagro», según sus palabras, se ubicó en la tercera posición para ganar la medalla de bronce con un registro de 6,91 m.
Posteriormente, y por una sugerencia de su entrenador, Okagbare empezó a competir en las carreras de velocidad. De hecho, correr es una exigencia necesaria para las pruebas de salto, y debido a su buen desempeño debutó con buen pie en la reunión de Albuquerque con un registro de 11,21 s en los 100 m en el 2009. Además, para el mes de julio de ese mismo año ganó el campeonato nacional nigeriano de los 100 m con una marca de 11,16 s. 
La participación en carreras de velocidad y pruebas de saltos comenzó a rendirle victorias en febrero del 2010 con títulos estadounidenses en pista cubierta en los 60 m y el salto de longitud. En julio se alzó con las pruebas de 100 m y el salto de longitud  en el campeonato de la NCAA, siendo la primera atleta en lograrlo en la historia del evento. Debido a  esta proeza fue reconocida como la atleta del año en la competencia Conference USA. 
Este mismo año debutó en la Liga de Diamante en los 100 m y mejoró su registro personal en la reunión de Mónaco con 11,10 s. Además tomó parte por primera vez en el campeonato africano y resaltó como una de las protagonistas del certamen al ganar tres medallas de oro: en los 100 m (11,03 s récord de campeonato), salto de longitud (6,62 m) y relevo de 4 × 100 m (43,45 s récord de campeonato). Cabe anotar que esta última prueba la realizó mientras la final del salto de longitud estaba en curso, ya que se unió al equipo nigeriano tras la cuarta ronda de saltos. Terminada la carrera se reincorporó. Para septiembre cerró la temporada en la copa continental con un tercer puesto en los 100 m (11,14 s) y sexto lugar en el salto de longitud (6,34 s). Alegando cansancio, declinó la asistencia a los Juegos de la Mancomunidad de Nueva Delhi y además decidió someterse a una operación en la tibia.
Para el 2011 tuvo algunas participaciones en la Liga de Diamante en los 100 m, 200 m y salto de longitud. Para el mes de agosto, y con rezagos de su operación, debutó en el campeonato mundial de Daegu con resultados discretos en los 100 m con un quinto puesto en la final (11,12 s) mientras que en el salto de longitud quedó relegada en la ronda clasificatoria. Posteriormente se presentó a los Juegos Panafricanos de Maputo donde se alzó con la medalla de oro en el salto de longitud (6,50 m), una de plata en los 100 m (11,01 m) y otro metal dorado en los 4 × 100 m (43,34 s).
En el año 2012 Okagbare cambió su sede de entrenamiento a California. A mediados de este año, en junio, participó en el campeonato africano en el que no pudo defender el título de los 100 m al obtener la medalla de plata (11,18 s), aunque se colgó el oro en el salto de longitud con 6,96 m. Sin embargo, para el mes siguiente logró sus primeras victorias en la Liga de Diamante: fue en la prueba de los 100 m, en la que tanto en Mónaco como en Glasgow, llegó en el primer puesto (10,96 s y 11,01 s respectivamente). 

Estos triunfos fomentaron la expectación en su país por su participación en los Juegos Olímpicos de Londres. Pero los resultados fueron insatisfactorios para ella misma y los aficionados al quedar en octavo puesto de la final de los 100 m, pese a un récord personal previo de 10,92 s en semifinales; además quedó relegada en la ronda previa del salto de longitud (6,34 m) mientras que en la carrera de 4 × 100 m con el equipo nigeriano se ubicó en el cuarto puesto (42,64 s).

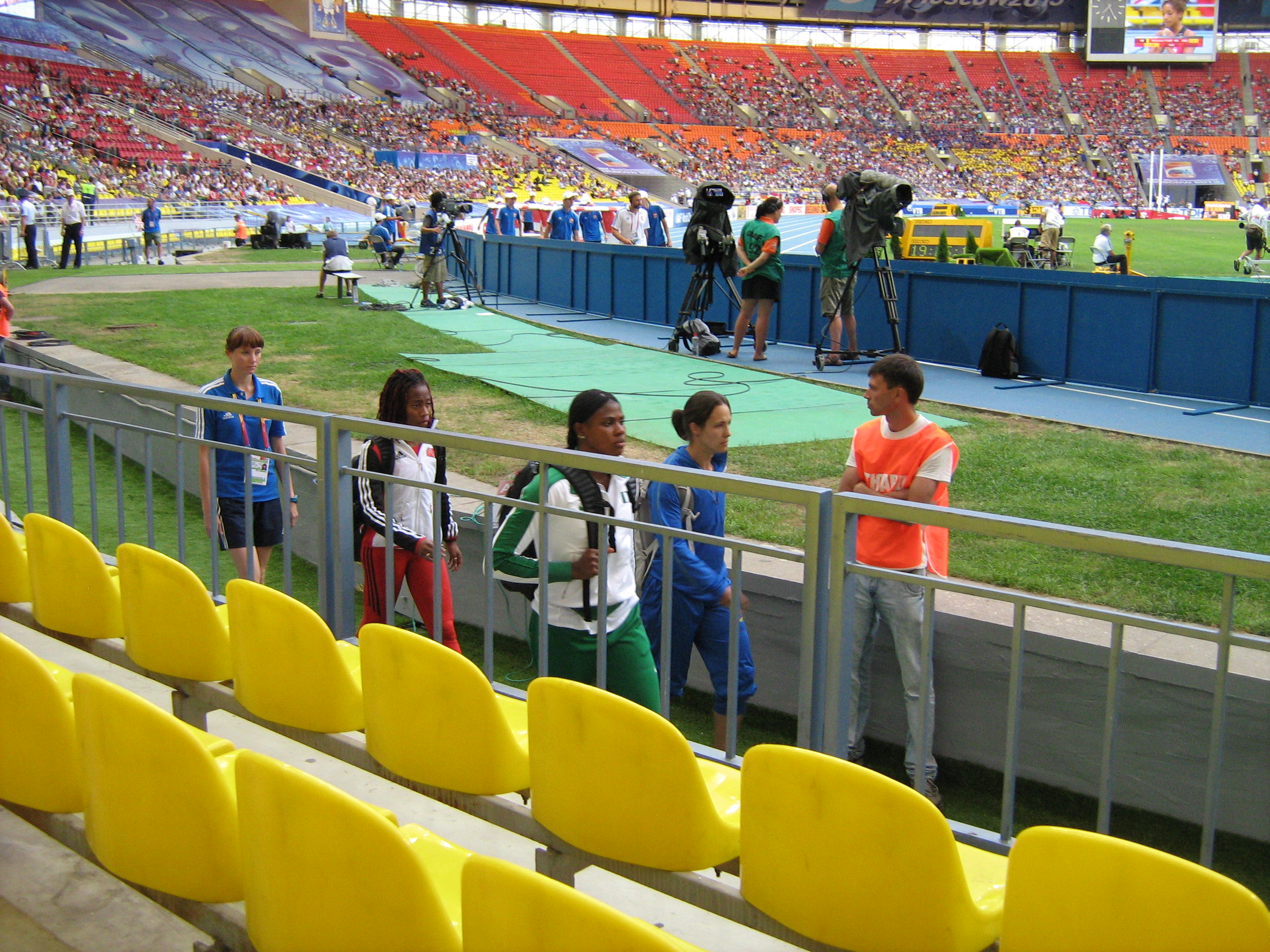
Okagbare en el segundo día del Campeonato Mundial de Atletismo en Moscú 2013

El 2013 volvió con nuevos bríos al obtener victorias en la Liga de Diamante en la prueba de 100 m en Londres (10,79 s); en los 200 m en Birmingham (22,55 s); y en el salto de longitud de Lausana (6,98 m) y Mónaco (7,00 m). Para agosto se presentó por segunda ocasión al campeonato mundial, esta vez realizado en Moscú y encabezando la delegación nigeriana como capitana. En este evento se alzó con sus primeras medallas mundiales al obtener la medalla de plata en el salto de longitud (6,99 m), y un día después obtuvo bronce en los 200 m (22,32 s), aunque terminó oficialmente con el mismo tiempo de Murielle Ahouré. Con el triunfo del salto de longitud se convirtió en la primera mujer africana en conquistar una medalla en la especialidad en el campeonato mundial, y la primera nigeriana en alzarse con dos preseas en el certamen. De hecho, tenía como objetivo llevarse cuatro medallas, pero falló en los eventos de 100 m y 4 × 100 m. Nigeria no había obtenido medallas en campeonatos mundiales desde la edición de Sevilla en 1999.
Para la temporada del 2014, en la Liga de Diamante, tuvo participaciones en los 100 m y 200 m, siendo en esta última en la que obtuvo victorias en Shanghái (22,36 s) y París (22,32 s). Sin embargo, Okagbare realizó en los Juegos de la Mancomunidad de Glasgow el primer gran desempeño de su carrera al ganar las pruebas de 100 m, con nuevo récord de la competencia de 10,85 s, y los 200 m, con un registro de 22,25 s, por lo que se convirtió en la décima mujer en realizar esta hazaña en la historia del atletismo de los Juegos de la Mancomunidad. Además se alzó con la medalla de plata en el relevo de 4 × 100 m. Para el campeonato africano, realizado en agosto, se alzó con dos metales dorados en las pruebas de 100 m  (11,00 s récord de campeonato) y 4 × 100 m.
En el mes de mayo de 2015 Okagbare debutó en los Relevos Mundiales disputados en Bahamas, y logró la medalla dorada en la prueba de 4 × 200 m. Posteriormente inició su participación en la Liga de Diamante con un triunfo en Shanghái en los 100 m con un registro de 10,98 s. Continuó en Eugene, donde fue cuarta (10,87 s), y en París acabó en el segundo puesto (10,80 s). Similar resultado obtuvo en Londres con 10,98 s. En tanto, en los 200 m llegó también segunda en Nueva York con una marca de 22,67 s. 
Fue así que se presentó a su tercer campeonato del mundo, esta vez en Pekín, donde se apuntó en las pruebas de 100 m y 200 m. Sus resultados fueron desalentadores, sin embargo, al quedar en el octavo puesto de la final de los 100 m con un tiempo de 11,02 s, mientras que en los 200 m no inició ni siquiera las eliminatorias. En esta última prueba se adujo que una lesión en los músculos isquiotibiales le había impedido participar.
Pese a todo, terminó su temporada en la Liga de Diamante en Zúrich con el segundo puesto en los 100 m con un registro de 10,98 s. Y en los Juegos Panafricanos de Brazzaville logró el primer puesto en la carrera de relevos 4 × 100 m.
El 2016 asistió a sus terceros Juegos Olímpicos, los cuales se realizaron en Río de Janeiro, pero tuvo otra desalentadora participación al no poder sobrepasar las rondas semifinales de los 100 m y 200 m, aunque en la carrera de relevos 4×100, junto al equipo nigeriano, logró tomar parte en la final en la que llegaron en el octavo puesto con una marca de 43,21 s. Tras la competición, expresó su frustración ante el escaso apoyo recibido por parte del gobierno nigeriano a sus atletas durante los Juegos, e incluso se planteó adoptar otra nacionalidad.
El 2017 su mejor resultado fue el tercer puesto de la final de la Liga de Diamante en Bruselas del 1 de septiembre, al cronometrar 11,07 s. Antes había tenido su cuarta participación en un campeonato mundial, en esa ocasión realizado en Londres, en donde quedó en semifinales de la prueba de los 100 m con un registro de 11,08, mientras que en el salto de longitud alcanzó la final en la que ocupó el octavo puesto con una marca de 6,55 m.
En el 2018 realizó su segunda presentación en los Juegos de la Mancomunidad, realizados en Gold Coast, y se ubicó en el tercer puesto de la final de la carrera de relevos 4 × 100 m. En lo posterior tuvo participaciones en la Liga de Diamante en la carrera de los 100 m en el que su mejor resultado fue un segundo puesto en la reunión de Doha con una marca de 10,90 s. Pudo clasificar a la final de la prueba en Zúrich, pero fue descalificada.
Asistió por quinta ocasión a un mundial de atletismo, celebrado en Doha en el 2019, pero su participación terminó en rondas preliminares tanto en los 200 m (descalificada) como en el relevo 4 × 100 m. Sin embargo se ganó primeros lugares en las reuniones de Rabat (11,05 s en 100 m) y Eugene (22,05 s en 200 m) por la Liga de Diamante.
En los Juegos Olímpicos de Tokio 2020 Okagbare logró clasificarse a las semifinales de los 100 m pero fue expulsada de la competición al dar positivo en un control antidopaje. A la velocista nigeriana se le detectó una hormona del crecimiento en una muestra tomada antes del comienzo del proceso olímpico. De resultas de este positivo, en febrero de 2022 fue suspendida por 10 años.

## Vida personal
Blessing Okagbare es una devota cristiana, y contrajo matrimonio con el futbolista nigeriano Igho Otegheri en noviembre de 2014.

## Marcas personales
| Prueba            | Marca (Viento) | Lugar          | Fecha      |
| ----------------- | -------------- | -------------- | ---------- |
| 100 m             | 10,79 s (+1,1) | Londres (GBR)  | 27/07/2013 |
| 200 m             | 22,23 s (+1,5) | Eugene (USA)   | 31/05/2014 |
| 300 m             | 37,04 s        | Pasadena (USA) | 23/03/2013 |
| Salto de longitud | 7,00 m (0,0)   | Mónaco (MCO)   | 19/07/2013 |
| Triple salto      | 14,13 m (+2,0) | Lagos (NGA)    | 19/05/2007 |